# Speciel relativitetsteori
Den specielle relativitetsteori er en fysisk teori publiceret i 1905 af Albert Einstein. Den erstattede den newtonske opfattelse af tid og rum ved at gøre brug af det faktum at lysets hastighed er konstant. Teorien kaldes for 'speciel', fordi den er et specialtilfælde af den mere generelle relativitetsteori; således ses der bort fra tyngdekraften. Ti år senere publicerede Einstein den generelle relativitetsteori, som medinddrager tyngdekraften.

## Baggrund
I den klassiske fysik, det vil sige før Einsteins relativitetsteorier, var mekanikken grundlagt af Galileo Galilei og Isaac Newton. Da de i deres tid kom med deres teorier om bevægelse og kræfter, revolutionerede det fysikken. Den klassiske mekanik blev senere erstattet af relativistisk mekanik, der med udgangspunkt i princippet om, at lysets hastighed er konstant for alle observatører, omdefinerer begreberne rum, tid, energi, impuls, masse, m.m. 

### Absolut rum & relativitetsprincippet
Newton havde en idé om at der eksisterede absolut rum, og at det var muligt at stå stille eller bevæge sig i forhold til dette rum. Han havde altså en idé om at man kunne tale om at være i hvile og at være i bevægelse i absolut forstand, ikke blot i relativ forstand. Hvis du f.eks sidder på en stol og læser det her, mente Newton at du enten var i hvile eller i bevægelse, og at det gav mening at tale om disse to begreber. Umiddelbart lyder dette logisk nok, men går man bare et spadestik dybere synes der, at være et problematisk aspekt i denne konklusion: Da jorden bevæger sig og dermed dig, er du vel ikke i hviletilstand? Eller hvad? For hvis en person bevægede sig ved siden af jorden og med samme hastighed som denne, ville han konkludere det modsatte: at du er i hvile. Om du (eller ethvert andet objekt) er i hvile eller bevægelse er altså ikke noget man kan tale om i absolut forstand. Forskellige observatører vil altså komme til forskellige konklusioner om et objekts hastighed. Desuden er de fysiske love de samme for alle hastigheder og du vil derfor heller ikke kunne afgøre din bevægelses tilstand ud fra et fysisk eksperiment; de fysiske love vil være de samme!
Fænomenet beskrevet ovenfor (at de fysiske love er de samme for alle observatører) kaldes "relativitetsprincippet" og blev første gang udviklet af Galileo Galilei i hans bog "Dialog om de to store verdenssystemer". (Bemærk at dette princip dog kun kalder for konstante hastigheder uden nogen form for acceleration involveret). Dette fænomen har de fleste lagt mærke til, når de har siddet i et tog og ikke vidst, om det var det modsatte tog der bevægede sig bagud eller det tog man sad i, der bevægede sig frem. Man kunne forestille sig at forsøge at kaste en bold op i luften eller lave et andet fysisk eksperiment, men igen vil resultatet af eksperimentet være det samme uafhængigt af, hvorvidt man er i bevægelse eller ej: Bolden vil gå op i en lige linje og falde ned i en lige linje igen. Faktisk vil intet fysisk/mekanisk eksperiment kunne fortælle dig, om du er i konstant bevægelse eller i stillestående tilstand.

### Absolut tid
I Newtons fysik var det samtidig antaget at tid var absolut. Det vil sige, at den tid der går mellem to begivenheder, må være den samme for alle der observerer dem. Dette virker måske åbenlyst, men relativitetsteorien modsagde senere netop dette postulat, da Einstein gennem relativitetsteorien kom frem til, at tiden mellem to begivenheder afhænger af observatørens hastighed - en konsekvens der ofte forkortes til sætningen "tid er relativt".
I 1865 kom fysikeren James Clerk Maxwell med nogle ligninger, der forudsagde, at lyset var en elektromagnetisk bølge med en bestemt hastighed. Af Maxwells ligninger fremgik det dog ikke hvilket medium lys bevægede sig i forhold til, hvilket af daværende fysikere blev set som et krav for enhver form for bølge (f.eks kan lydbølger bevæge sig gennem bl.a. luft, sten, stål, vand, og vandbølger gennem vand.)
Lyset måtte bevæge sig med konstant fart i forhold til et eller andet. Her opfandt man æteren: et slags medium, som lyset bevæger sig igennem. Ifølge Galileis love måtte en bold, der er inde i en lastbil der kører med 50 km/t og bliver kastet med 20 km/t i forhold til lastbilen mod førerhuset i alt bevæge sig med 70 km/t i forhold til vejen. I 1887 forsøgte Albert Michelson og Edward Morley at undersøge lysets fart relativt til jordens, og derved deres egen bevægelse gennem æteren. De opstillede et apparat, som gjorde dette muligt. Det viste sig til stor overraskelse, at lysets fart var den samme, ligegyldigt om de bevægede sig i lysets retning, i modsat retning eller vinkelret på. Altså selv om de jagede lyset gennem æteren, bevægede lyset sig ikke langsommere i forhold til dem. Det voldte store kvaler i fysikkens verden, og man forsøgte i det næste årti at finde en løsning. Det lykkedes ikke rigtigt, indtil Einstein i 1905 udgav sin artikel om den specielle relativitetsteori.

### Einsteins overvejelser
Einstein havde som ung funderet over modsigelserne i Newtons og Maxwells teorier. Hvordan kunne lysets fart være konstant, som Maxwell sagde, hvis lyset bevægede sig i en æter, og at al bevægelse var relativ, som Newton påstod? Man burde jo kunne indhente lyset hvis Newton havde ret. Det vides ikke, om Einstein vidste noget om Michelsons og Morleys forsøg resultater, der netop modsagde dette. Men Einstein holdt fat i Maxwells teori, og forestillede sig, at hvis man bevægede sig med lysets hastighed, og holdt et spejl foran sig, så ville man ikke kunne se sit eget spejlbillede. Lyset ville aldrig nå frem til spejlet. 
Einstein tog til sidst konsekvensen, og det store revolutionerende skridt, og afskaffede begreberne æter og absolut tid! Den galilæiske relativitet sagde: ”stof adlyder de samme fysiske love i et hvilket som helst inertialsystem, uafhængigt af dets orientering, position eller konstante fart.” Einstein tilføjede kun tre ord til denne definition, og det viste sig at have store konsekvenser. "Både stof og lys adlyder de samme fysiske love i et hvilket som helst inertialsystem, uafhængigt af dets orientering, position eller konstante fart.”.

## Koncepter i den specielle relativitetsteori

### Det specielle relativitetsprincip og lysets invarians
En af de grundlæggende elementer i relativitetsteorien er Einsteins to postulater: At alle inertialsystemer er lige gode til at foretage fysiske eksperimenter, dvs. fysikkens love ændres ikke, samt at alle inertialsystemer måler den samme hastighed for lys i vakuum.

### Lorentz-transformationerne
Lorentz-transformationerne blev udviklet før den specielle relativitetsteori, men de er vigtige for at udlede andre relativistiske formler. I modsætning til tidligere kunne Einsteins udledninger af relativitetsteorien gennemføres uden brug af æterbegrebet.
Lorentz-transformationen angiver sammenhængen mellem en partikels position i iagttagerens hvilesystem S (som er et inertialsystem), og et andet S'. De er givet ved:
{\displaystyle t'=\gamma \left(t-{\frac {vx}{c^{2}}}\right)}
{\displaystyle x'=\gamma (x-vt)}
{\displaystyle y'=y}
{\displaystyle z'=z}
x, y og z er rumlige koordinater, mens t er den tidslige koordinat. Mærket {\displaystyle '} markerer, at koordinaten er for et system {\displaystyle S'} i bevægelse ift. observatøren, mens manglende mærke er en koordinat i observatørens eget hvilesystem {\displaystyle S}.

### Længdeforkortelse
Hvis noget bevæger sig hurtigt ift. en observatør, vil det fremstå som kortere, i bevægelsesretningen, end ved stilstand; maksimalværdien for længden kaldes for hvilelængden. Det teoretiske grundlag kommer af differenseformen af Lorentz-transformationen i x-koordinaten:
{\displaystyle \Delta x'=\gamma (\Delta x-v\Delta t)}
Hvor forskellen er forskellen mellem de to ender af en genstand; dvs. længden. De to x-værdier måles samtidigt, så leddet med forskel i tid går ud:
{\displaystyle \Delta x'=\gamma (\Delta x-v\cdot 0)}
{\displaystyle \Downarrow }
{\displaystyle \Delta x'=\gamma \Delta x}
Hvis {\displaystyle \Delta x'} er hvilelængden {\displaystyle L_{0}}, mens {\displaystyle \Delta x} er den relativistiske længde{\displaystyle L} (også kaldet vandrelængden), fremkommer ligningerne for længdeforkortning:
{\displaystyle L_{0}=\gamma L}
{\displaystyle \Updownarrow }
{\displaystyle L={\frac {L_{0}}{\gamma }}}
Hvilelængden i bevægelsen er altså proportional med den observerede længde, hvor Lorentzfaktoren er proportionalitetskonstanten.

### Tidsforlængelse
Hvis noget bevæger sig hurtigt ift. en observatør, vil alle processer fremstå som langsommere og altså vil tiden gå langsommere ift. observatøren. Tiden i hvilesystemet går altid hurtigst og kaldes egentiden. Ligesom længdeforkortningen kommer tidsforlængelsen af Lorentz-transformationen af tidsændringen:
{\displaystyle \Delta t=\gamma (\Delta t'+{\frac {\Delta x'v}{c^{2}}})}
Her sker der ikke nogen forskydning hen ad x'-aksen, så ændringen kan sættes til nul. {\displaystyle \Delta t'} er tiden i hvilesystemet og kan noteres {\displaystyle T_{0}}, men den forlængede tid kan benævnes {\displaystyle T}. Man har da:
{\displaystyle T=\gamma (T_{0}+{\frac {0v}{c^{2}}})}
{\displaystyle \Downarrow }
{\displaystyle T=\gamma T_{0}}
Igen fungerer Lorentzfaktoren som en proportionalitetskonstant.

### Relativistisk dopplereffekt
Grundet Lorentz-transformationerne ændrer lysets frekvens sig på en anden måde end i den klassiske dopplereffekt.

### Minkowski-rummet
Minkowski-rummet er en beskrivelse af rumtiden som et firedimensionalt koordinatsystem. 

### 4-vektorer
Da tiden ikke er en absolut størrelse giver det mening, at vektoriale egenskaber som hastighed og impuls ikke kun har rumlige komposanter, men også en tidslig komposant.

## Konsekvenser
Nogle af de mærkbare konsekvenser, der kunne udledes fra den specielle relativitetsteori, og som senere er blevet bekræftet eksperimentelt, er:
- Det er umuligt at vide, om man bevæger sig med konstant hastighed eller står stille; faktisk kan man kun bevæge sig med en hastighed relativt til noget andet. Derfor giver det i princippet ikke mening at tale om at "stå stille", men formuleringen benyttes ofte (bl.a. i denne artikel) for at øge læsevenligheden.
- Jo hurtigere man bevæger sig, desto langsommere går tiden, set fra en observatør, der ikke bevæger sig.
- Lysets hastighed i vakuum er den højeste hastighed i universet og kan ikke overskrides (eller overhovedet opnås af et legeme med masse). Denne hastighed er den samme i forhold til enhver iagttager.
- Jo hurtigere man bevæger sig, desto større bliver ens masse, målt af en observatør, der ikke bevæger sig.

Der er dog tale om ting, der ikke har indvirkning på den almene dagligdag. Hvis man eksempelvis ser på den sidste konsekvens, er der tale om, at hvis man har en masse ca. 70 kg og bevæger sig med halvdelen af lysets hastighed (ca. 150.000 kilometer i sekundet), vil ens masse være på ca. 80 kg. Men en bil, der har en masse på 1.000 kg, vil ved en hastighed på 250 km/t kun få en masseforøgelse på cirka 30 milliarddele af et gram, hvilket er umuligt at registrere på en masse på 1000 kg.